# Сирор
Сирор (итал. Siror) је насеље у Италији у округу Тренто, региону Трентино-Јужни Тирол.
Према процени из 2011. у насељу је живело 713 становника. Насеље се налази на надморској висини од 761 м.

## Становништво
Према резултатима пописа становништва 2011. у општини је живело 1.284 становника.
| 1931. | 1936. | 1951. | 1961. | 1971. | 1981. | 1991. | 2001. | 2011. |
| ----- | ----- | ----- | ----- | ----- | ----- | ----- | ----- | ----- |
| 1.176 | 1.220 | 1.211 | 1.138 | 1.193 | 1.193 | 1.172 | 1.224 | 1.284 |

## Партнерски градови
- Schönberg im Stubaital